# Robert Picard
Robert Picard (28 de enero de 1929) es un deportista francés que compitió en judo. Ganó dos medallas de bronce en el Campeonato Europeo de Judo en los años 1957 y 1958.

## Palmarés internacional
| Campeonato Europeo | Campeonato Europeo      | Campeonato Europeo | Campeonato Europeo |
| Año                | Lugar                   | Medalla            | Categoría          |
| ------------------ | ----------------------- | ------------------ | ------------------ |
| 1957               | Róterdam (Países Bajos) | Medalla de bronce  | 4.º dan            |
| 1958               | Barcelona (España)      | Medalla de bronce  | 4.º dan            |